# Bengt Martin
Bengt Martin, född 24 maj 1933 i Stockholm, död 19 februari 2010 i Stockholm, var en svensk författare och skådespelare. 
Martin var känd dels för sin ungdomssvit som utspelar sig i stadsdelen Sibirien i Stockholm, dels för sina romaner om homosexuell kärlek. Tillsammans med Sonja Åkesson gav han ut brevväxlingsboken Vi ses 1975. Hans biografi över henne kom ut 1984. 
Bengt Martin erhöll under senare delen av sitt liv statlig inkomstgaranti för konstnärer. Han lovordades i pressen och bland Bibliotekstjänsts lektörer.
Martin avled 2010 efter en tids sjukdom.